# NGC 7797
NGC 7797 é uma galáxia espiral (Sbc) localizada na direcção da constelação de Pisces. Possui uma declinação de +03° 38' 03" e uma ascensão recta de 23 horas, 58 minutos e 58,8 segundos.
A galáxia NGC 7797 foi descoberta em 6 de Dezembro de 1790 por William Herschel.